# Лихачівка (Полтавський район)
Лихачі́вка — село в Україні, у Великорублівській сільській громаді Полтавського району Полтавської області. Населення становить 215 осіб. До 2020 орган місцевого самоврядування — Малорублівська сільська рада.

## Географія
Село Лихачівка знаходиться на лівому березі річки Ворскла та на правому березі річки Мерла, вище за течією річка Ворскла на відстані 1 км розташоване село Вільхове, вище за течією річка Мерла на відстані 2,5 км розташоване село Дем'янівка, нижче за течією на відстані 1,5 км розташоване село Васьки. До села прилягають лісові масиви.

## Історія
Кінець XIV ст. на Полтавщині ознаменувався складним політичним становищем. Основні політичні гегемони у регіоні – Литва і Золота Орда ступили у смугу жорсткої боротьби за подальшу колонізацію цих земель. 
У серпні 1399 р. на річці Ворскла за 10 км на південь від Котельви відбулася найкривавіша битва в історії людства та перша битва у Східній Європі, де пролунали постріли вогнепальної зброї – між литовським князем Вітовтом з татарами Темір-Кутлука. Вітовт зібрав польські, німецькі, литовські полки. З ним були татари Тохтамиша, які раніше через внутрішні чвари відійшли від Золотої Орди. Військо Вітовта в той час уже мало вогнепальну зброю. Після трьох днів переговорів почався бій. Татари почали відступати в «Дике поле». Вітовт з своїм військом перейшов Ворсклу, став переслідувати ворога. Тим часом татари під командуванням Едигея почали оточувати загони Вітовта. Вогнепальна зброя в чистім полі була малоефективна. Вітовт побачив, що Тохтамиш його зрадив, утік з поля бою, а його військо зазнало поразки. З невеликим загоном він почав тікати з поля бою. Татари гналися за ним до Києва. На полі бою полягло багато воїнів. Літописець перечислює тільки імена 50 князів.
В 1888 році археолог І.А. Зарецький з допомою дітей с. Лихачівки назбирав на дюнах 20 тисяч наконечників стріл. Більшість їх відносять до різних періодів скіфської доби , але є чимало слов'янських. Знаходили мечі XIV ст. східного типу. На думку деяких дослідників, це дає підтвердження того, що битва відбулась на цій місцевості. Другі історики припускають, що битва відбулась в районі, який охоплює сучасну територію між м. Полтавою і Новими Санжарами.
12 червня 2020 року, відповідно до розпорядження Кабінету Міністрів України № 721-р «Про визначення адміністративних центрів та затвердження територій територіальних громад Полтавської області», село увійшло до складу Великорублівської сільської громади.
19 липня 2020 року, в результаті адміністративно - територіальної реформи та ліквідації  Котелевського району, село увійшло до складу новоутвореного Полтавського району.

## Населення

### Мова
Розподіл населення за рідною мовою за даними перепису 2001 року:
| Мова       | Кількість | Відсоток |
| ---------- | --------- | -------- |
| українська | 214       | 99.54%   |
| російська  | 1         | 0.46%    |
| Усього     | 215       | 100%     |

## Відомі люди
- Боклага Назар Денисович — кобзар та лірник, виконавець епічних дум.
- Петренко Олексій Миколайович — видавець, колекціонер і меценат.